# Nicolas Giffard
Pour les articles homonymes, voir Giffard.
Nicolas Giffard, né le 4 octobre 1950 à La Baule, est un joueur d'échecs français, maître international depuis 1980.
Il est notamment connu du public échiquéen pour son ouvrage de référence, Le Guide des échecs : Traité complet, paru en 1993 (réédité sous le titre Le Nouveau Guide des échecs : Traité complet en 2009), en collaboration avec Alain Biénabe (qui est notamment l'auteur de la section sur les échecs féeriques).

## Carrière aux échecs

### Champion de France
Nicolas Giffard a remporté le championnat de France d'échecs en 1978 et 1982.
En 2012 et 2016, il est vice-champion de France vétérans. En 2013, il est champion de France vétérans, ainsi qu'en 2015.

### Victoires en tournoi
Nicolas Giffard a remporté les tournois d'Alès 1981, Paris-Ulm 1983, Andorre 1985 et Meudon 1987.

### Compétitions par équipe
Nicolas Giffard a été membre de l'équipe de France aux olympiades d'échecs en 1978 (6 points sur 10 au deuxième échiquier), 1980 (8 points sur 13 au deuxième échiquier) et 1982 (5/11 au troisième échiquier).

### Activités diverses
Nicolas Giffard a été consultant technique sur le film La Diagonale du fou (1984) de Richard Dembo. Il est notamment le créateur des parties d'échecs vues à l'écran dans le film.
Dans les années 1990, Nicolas Giffard a officié en tant que commentateur de parties d’échecs à la télévision sur Paris Première et Eurosport, commentant notamment le Grand Prix Intel de parties rapides avec son compère le maître international Éric Birmingham.

### Une partie
Liberzon-Giffard, Malte, 1980,
1. e4 c5 2. Cf3 d6 3. d4 cxd4 4. Cxd4 Cf6 5. Cc3 e6 6. Fe2 Fe7 7. Fe3 Cc6 8. 0-0 0-0 9. f4 e5 10. Cb3 a5 11. a4 Cb4 12. Ff3 Fe6 13. Rh1 Dc7 14. Tf2 Fc4 15. Td2 Tfe8 16. Cb5 Fxb5 17. axb5 a4 18. Cc1 d5! 19. exd5 e4 20. Fe2 Cbxd5! 21. Txd5 Cxd5 22. Dxd5 Tad8 23. Da2 Dxc2 24. Dxa4 Dxb2 25. Rg1 Dc3 26. Ff2 Fc5 27. Fxc5 Dxc5+ 28. Rf1 Dc3 29. g3 g5! 30. fxg5 Te5 31. Da5 Tf5+ 32. Rg2 Dd4 33. h4 b6 34. Da4 Tf2+ 35. Rg1 Dc5! 36. Da3 Txe2+ 37. Dxc5 Td1# 0-1.

## Publications
- Huit candidats, quatre KO, L'Impensé radical, 1977
- La Fabuleuse Histoire des champions d'échecs, ODIL, 1978
- Les Échecs, leçons particulières avec un champion, 1989, 1997  (ISBN 2-253-08151-5)
- Les Échecs, la tactique moderne, éd. du Rocher, 1997  (ISBN 2-268-00943-2)
- L'Efficacité aux échecs, éd. Bornemann, 1998  (ISBN 2-85182-586-0)
- Comprendre les ouvertures, éd. Bornemann, 1999  (ISBN 2851825941)
- Nicolas Giffard et Alain Biénabe, Le Guide des échecs : Traité complet, Robert Laffont, coll. « Bouquins », 1993, 1591 p.  (ISBN 978-2221059135) [présentation en ligne]
- Nicolas Giffard et Alain Biénabe, Le Nouveau guide des échecs : Traité complet, Robert Laffont, coll. « Bouquins », 1er octobre 2009, 1701 p. (ISBN 978-222-111-0133).

Revue
- Collectif, avec notamment Aldo Haik, Q.I. SPECIAL ECHECS, plus de 300 numéros en format cartonné de 8 pages proposant notamment des problèmes d’échecs de mat en 1 et mat en 2, quelques problèmes plus poussés et quelques informations sur l'actualité échiquéenne.